# Alpidy
Alpidy – orogeny wypiętrzone w trakcie orogenezy alpejskiej.
Są to najwyższe i najmłodsze góry na Ziemi. Należą do nich między innymi: Himalaje, Alpy, Pireneje, Karpaty, Andy, Apeniny, Góry Betyckie, Góry Dynarskie, Kordyliery.
W Polsce alpidy obejmują Karpaty, w tym Tatry i Pieniny.
Alpidy Europy:
- Alpidy Zachodnie
- Alpidy środkowe – obejmują Alpy i Apeniny;
- Alpidy bałkańskie
- Karpaty

Alpidy Azji Mniejszej:
- pontydy
- anatolidy
- taurydy
- Cypr

Alpidy Azji:
- Iranidy
- Kopet-dag
- Elbrus
- Pamir
- Himalaje
- Karakorum
- Hindukusz
- pasmo fałdowe Birmy
- pasmo mezozoiczne Półwyspu Indochińskiego

Alpidy Afryki:
- Atlas

Alpidy Ameryki Południowej:
- Andy

Alpidy Ameryki Północnej:
- Kordyliery

## Literatura
- Włodzimierz Mizerski: Geologia regionalna kontynentów. Warszawa 2004, ISBN 83-01-14339-8.